# Осмар
Осма̀р е село в Североизточна България. То се намира в община Велики Преслав, област Шумен.

## География
Селото се намира в югозападната част на полите на Шуменското плато. Разположено е на полегат склон върху чернозем. На югоизток селото граничи със землищата на селата Троица и Хан Крум, на юг граничи със землищата на село Миланово, на югозапад със землищата на гр. Велики Преслав и на северозапад със землищата на с. Кочово. В околностите му в миналото са се отглеждали хиляди декари висококачествени лозя. През селото минават два ручея, в миналото пълноводни. Карстовите скали над селото са обиталища на колонии от прилепи. В близост е резерватът „Букаците“

## История
Теренно обхождане на територията на Шуменско плато през 2007 локализира селище от халколита, на 1,5 км югозападно от селото в местността Карабалар. Днес то е напълно унищожено. Подобно е съдбата на второто разкрито селище от халколита, на 3 км югозападно от селото и на 100 м от брега на река Врана.
През 1957 г. в местността „Осмарски боаз“ са открити фрагменти от тракийска керамика, парчета от глинени съдове, украсени с вълнообразни линии, късове от мазилка на землянки със запазени отпечатъци, върхове от стрели, палешник от желязо във формата на триъгълник и др., което доказва съществуване на селище, наречено „Зелениград“, датиращо от IV в. пр. Хр. и е съществувало до XII-XIV в.
Според Карел Шкорпил в „Осмарски боаз“ има следи от две скални църкви – „Диреклията“ и „Костадинов манастир“, гробници и византийски монети. Скален средновековен манастир от 12 – 14 век със силно повредени стенописи. Църква от средата на 19 век с икони от местни майстори – вероятно на Христо Беделев. Селото е едно от най-богатите в Североизточна България. Прочуто е с произвежданото в него вино „Пелин“. Пет-шест семейства изнасят вино още преди Освобождението. Селото опитва да възроди винопроизводството и пази търговската марка на „Пелин“.
В селото и региона битува легенда, че когато кан Крум заповядва да бъдат изкоренени лозята, запазва за лично ползване насажденията в района на Осмар. С това хората обясняват превъзходните качества на произвеждания там „Пелин“, твърдейки, че се произвежда по рецепта и технология, останали от времето на Първата българска държава.

## Население
Численост на населението според преброяванията през годините:
| \| Година на преброяване \| Численост \| \| --------------------- \| --------- \| \| 1934 \| 1120 \| \| 1946 \| 1126 \| \| 1956 \| 1019 \| \| 1965 \| 1025 \| \| 1975 \| 810 \| \| 1985 \| 628 \| \| 1992 \| 517 \| \| 2001 \| 349 \| \| 2011 \| 303 \| \| 2021 \| 294 \| |           |
| Година на преброяване | Численост |
| 1934 | 1120      |
| 1946 | 1126      |
| 1956 | 1019      |
| 1965 | 1025      |
| 1975 | 810       |
| 1985 | 628       |
| 1992 | 517       |
| 2001 | 349       |
| 2011 | 303       |
| 2021 | 294       |

### Етнически състав

#### Преброяване на населението през 2011 г.
Численост и дял на етническите групи според преброяването на населението през 2011 г.:
|                     | Численост | Дял (в %) |
| Общо                | 303       | 100.00    |
| Българи             | 274       | 90.42     |
| Турци               | 13        | 4.29      |
| Цигани              | ?         | ?         |
| Други               | ?         | ?         |
| Не се самоопределят | ?         | ?         |
| Неотговорили        | 12        | 3.96      |

## Забележителности
- Осмарски скални манастири

## Култура
Народно читалище „Съгласие – 1882“ е основано на 2 февруари 1882 г.

## Редовни събития
Всяка година на 21 май се чества празника на селото.